# رانيا مروة
رانيا مروة ممثلة وممثلة صوت لبنانية.

## فيلموغرافيا

### أفلام
- 2015 - أميرة الروم
- 2016 - القنينة السحرية
- 2016 - كنز قارون

### تلفاز
- باب المراد - صوت الإمام الجواد صغيراً (2014)
- قيامة البنادق (2013)
- الغالبون (2011)
- اخترب الحي

### مسرحيات
- وصلت للـ99. 2008

### أدوار الدبلجة
- أطلنطس: الإمبراطورية المفقودة - كيدا (النسخة العربية الفصحى)
- أيام الزهور - جاندى
- تشاودر - تشاودر
- حكاية لعبة - والدة أندي (النسخة العربية الفصحى)
- سونيك بوم - تيلز
- عرض لوني تونز - تينا، غراني
- عودة أطلنطس - كيدا (النسخة العربية الفصحى)
- كابتن تسوباسا - تسوباسا
- فتيات وأمنيات
- مغامرات سكوبي دو - فيلما
- وال إي
- يوسف الصديق - يوسف الصغير (2009)
- فتيات القوة - بلوسوم
- منزل فوستر - ماك
- الجاسوسات - سام
- المحققين مدرسة كلامب - ناجيسا أزيا
- يوم غائم مع فرصة للحصول على كرات اللحم (مسلسل تلفزيوني) - سام
- بايبي لوني تيونز - الجدة غراني
- مستر مان شو - ثرثارة

## وصلات خارجية
- رانيا مروة على موقع قاعدة بيانات الأفلام العربية